# Blepephaeus laosicus
Blepephaeus laosicus là một loài bọ cánh cứng trong họ Cerambycidae.